# ماساکازو موریتا
ماساکازو موریتا (انگلیسی: Masakazu Morita؛ زادهٔ ۲۱ اکتبر ۱۹۷۲) بازیگر، صداپیشگی در ژاپن، و خواننده اهل ژاپن است.